# 6e régiment d'infanterie territoriale
Pour les articles homonymes, voir 6e régiment.
Le 6e régiment d'infanterie territoriale est un régiment d'infanterie de l'armée de terre française qui a participé à la Première Guerre mondiale.

## Création et différentes dénominations
Le régiment reçoit son numéro par décret du 19 mars 1875, en prévision de la mobilisation à Béthune. Il est mis sur pied dans cette ville en 1914.

## Drapeau
Il porte, cousues en lettres d'or dans ses plis, les inscriptions suivantes :
- Flandres 1914
- Verdun 1916-1917

### Sources et bibliographie
1. ↑  Victor Belhomme, Histoire de l'infanterie en France, t. 5, Henri Charles-Lavauzelle, 1902 (lire en ligne), p. 624-626.
2. ↑  « Béthune- les 73e RI - 273e RI - le 6e RIT », sur bethune73ri.canalblog.com (consulté le 24 avril 2019)
3. ↑  Décision no 12350/SGA/DPMA/SHD/DAT du 14 septembre 2007 relative aux inscriptions de noms de batailles sur les drapeaux et étendards des corps de troupe de l'armée de terre, du service de santé des armées et du service des essences des armées, Bulletin officiel des armées, no 27, 9 novembre 2007